# Gilbert Ford
Gilbert "Gib" Ford (Tulia (Texas), 13 de setembro de 1931) é um ex-basquetebolista estadunidense que integrou a Seleção Estadunidense que conquistou a Medalha de Ouro disputada nos XVI Jogos Olímpicos de Verão de 1956 realizados em Melbourne, Austrália.